# 讷布德尼茨
内布德尼茨是德国图林根州的一个市镇。总面积10.01平方公里，总人口912人，其中男性443人，女性469人（2011年12月31日），人口密度91人/平方公里。